# Vlag van Karatsjaj-Tsjerkessië
De vlag van Karatsjaj-Tsjerkessië is een horizontale driekleur in de kleuren (vanaf boven) lichtblauw, groen en rood. Blauw symboliseert heldere en goede motieven, vrede en kalmte. Groen symboliseert de natuur, vruchtbaarheid, rijkdom, schepping en is de kleur van jeugd, wijsheid en ingetogenheid. Rood is een plechtige kleur en staat voor warmte en nabijheid tussen mensen. In het midden van de groene baan staat een witte cirkel met daarin de zon die vanachter de bergen opkomt; deze bergen staan voor het landschap van de autonome republiek in het algemeen en de besneeuwde Elbroes in het bijzonder. De Elbroes is de hoogste berg van Europa en ligt op de grens van Kabardië-Balkarië en Georgië, net buiten Karatsjaj-Tsjerkessië. Een soortgelijk symbool staat ook in de vlag van Kabardië-Balkarië.
De vlag is in gebruik sinds 3 februari 1994.